# ألبختن

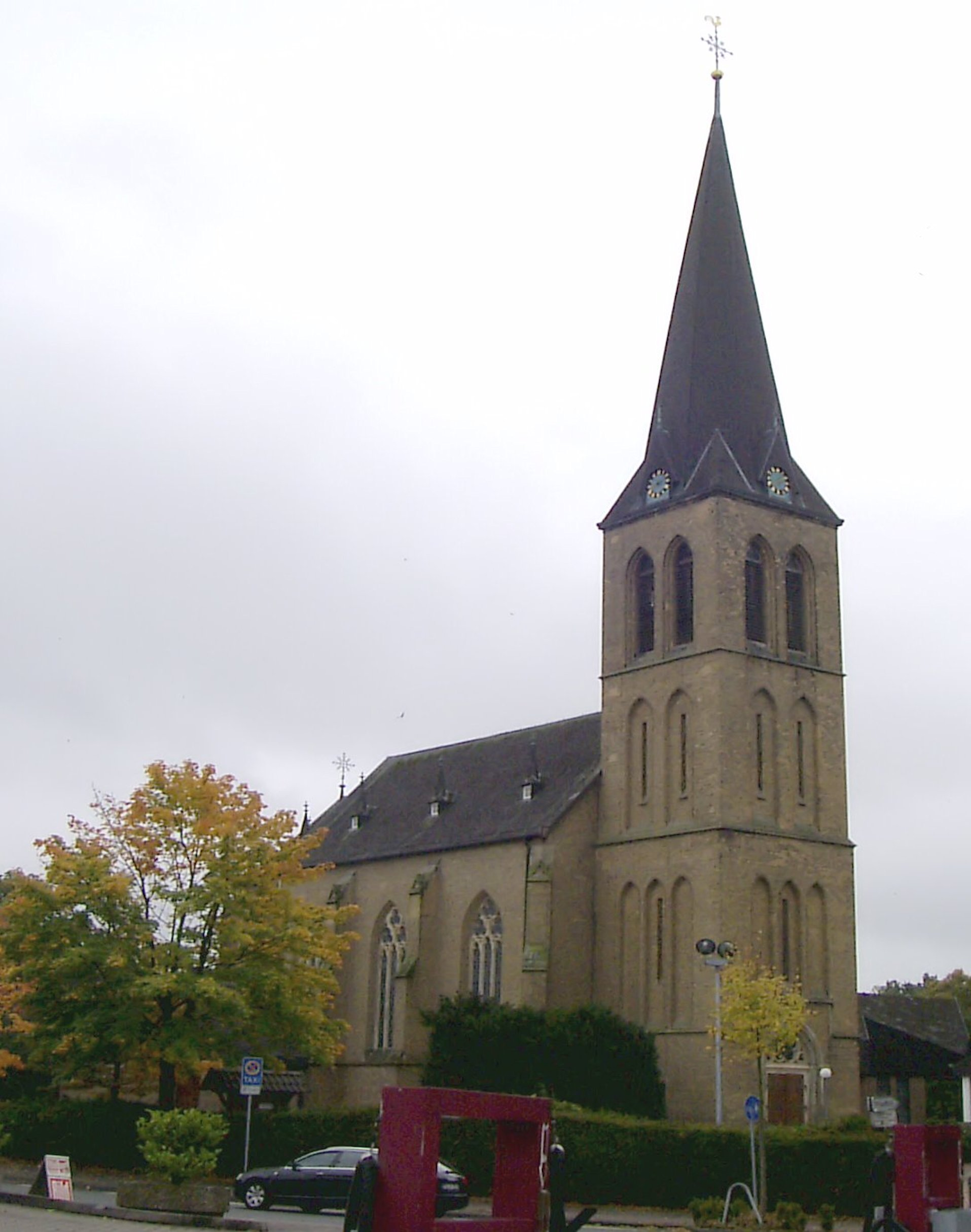
كنيسة القديس لودغر

ألبختن هي بلدة تقع إلى الجنوب الغربي من مدينة مونستر في إقليم وستفاليا بولاية شمال الراين - وستفاليا الألمانية. ألبختن منظمة إداريا ضمن الحي الغربي للمدينة. يحدها من الشمال بلدة روكسل، ومن الشرق مكلنبك ومن الجنوب هيلتروب. بلغ التعداد الرسمي للسكان في 31 كانون الأول / ديسمبر 2003 4834 نسمة على مساحة حوالي 13 كيلومتر مربع.